# Němčice (ort i Tjeckien, Zlín)
Němčice är en ort i Tjeckien.   Den ligger i regionen Zlín, i den östra delen av landet, 240 km öster om huvudstaden Prag. Němčice ligger 225 meter över havet och antalet invånare är 355.
Terrängen runt Němčice är platt. Runt Němčice är det ganska tätbefolkat, med 222 invånare per kvadratkilometer. Närmaste större samhälle är Zlín, 19,8 km sydost om Němčice. Trakten runt Němčice består till största delen av jordbruksmark.